# Байер, Даниэль
Даниэль Байер (нем. Daniel Baier; 18 мая 1984, Кёльн, Северный Рейн-Вестфалия, ФРГ) — немецкий футболист, полузащитник.

## Карьера
Воспитанник клубов «Teutonia Obernau», «TSV Mainaschaff» и «Виктория Ашаффенбург». В 2000 году перешел из «Виктории» в юношеской команду «Мюнхен 1860». Дебютировал в Бундеслиге в составе «львов» 13 сентября 2003 года в матче против команды «Кёльна», заменив на 90-й минуте Беньямина Лаута.
Перед сезоном 2007/08 подписал трехлетний контракт с «Вольфсбургом». В сентябре 2008 года был отдан в аренду «Аугсбургу» до конца сезона, по окончании которого ненадолго вернулся обратно в «Вольфсбург».
31 января 2010 года присоединился к «Аугсбургу», цвета которого защищал до 2020 года. Даниэль Байер также был капитаном «Аугсбурга». В 2020 году с ним был расторгнут контракт по обоюдному согласию. 

## Достижения
«Вольфсбург»
- Чемпион Германии: 2008/09

## Семья
Брат Даниэля, Беньямин, играет за «Рот-Вайсс Эссен». Отец Даниэля и Беньямина в прошлом тоже профессиональный футболист.